# Heteronychiurus stiriacus
Heteronychiurus stiriacus is een springstaartensoort uit de familie van de Onychiuridae. De wetenschappelijke naam van de soort is voor het eerst geldig gepubliceerd in 1946 door Stach.